# Еваје
Еваје (фр. Evaillé) је насељено место у Француској у региону Лоара, у департману Сарт.
По подацима из 2011. године у општини је живело 384 становника, а густина насељености је износила 19,76 становника/km².

## Демографија
| 1962. | 1968. | 1975. | 1982. | 1990. | 2011. |
| ----- | ----- | ----- | ----- | ----- | ----- |
| 580   | 502   | 445   | 365   | 351   | 384   |